# Tamias striatus
Tamia rayé, Tamia strié, Suisse rayé
Genre
Espèce
Statut de conservation UICN

 LC  : Préoccupation mineure
Synonymes
- Sciurus striatus Linnaeus, 1758 (Protonyme)[1]

Le tamia rayé ou tamia strié (Tamias striatus), appelé aussi suisse rayé en Amérique du Nord, est une espèce de rongeurs de la famille des Sciuridae. Il vit dans les forêts de feuillus et dans les parcs urbains dans la partie Est des États-Unis et du Canada. Selon certains systèmes de classification, elle est l’unique espèce du genre Tamias,,,,, les autres étants dispersées dans les gens Eutamias et Neotamias.
Cette espèce fut un temps vendue comme NAC, mais plus rarement que le Tamia de Sibérie. 

## Dénominations
- Nom scientifique valide : Tamias striatus  (Linnaeus, 1758)[7]
- Nom typique en français : Tamia rayé (RLRQ)[8].
- Noms vulgaires (vulgarisation scientifique) recommandé en français : Tamia strié[9],[10],
- Autres noms vulgaires : Suisse rayé[11] en Amérique du Nord, Tamias strié de l'Amérique de l'Est[10], Chipmunk de l'Est[9].
- Noms vernaculaires (langage courant) pouvant désigner éventuellement d'autres espèces : Tamia, suisse[12],[13], Petit suisse[11] en Amérique du Nord, Chipmunk.

Autrefois vendu en Europe en tant que nouvel animal de compagnie (NAC), il était, comme son cousin le Tamia de Sibérie, désigné sous l’appellation commerciale d’écureuil de Corée . Aujourd’hui, sa détention est interdite sur l’ensemble de l’union Européenne depuis 2016.

### Histoire et étymologie
Décrit pour la première fois par Mark Catesby en 1743 dans son ouvrage The Natural History of Carolina, Florida, and the Bahama Islands, le tamia rayé est la première espèce de tamia décrite. Elle fut initialement classée par Linné sous le nom de Sciurus striatus, ce qui signifie « écureuil rayé »,. Ce nom binominal fut par la suite remplacé en 1811 par Johann Illiger, qui renomma l’espèce Tamias striatus, soit « intendant rayé ».

## Description
Il s’agit d’une petite espèce, atteignant à l’âge adulte environ 30 cm de long, queue comprise, pour un poids variant de 66 à 150 g. Son pelage est brun-roux sur la partie supérieure du corps, avec cinq bandes brunes foncées alternant avec des bandes brunes claires sur le dos, se prolongeant jusqu’à une queue au poil plus sombre. La face ventrale est plus claire. Une bande de couleur fauve s’étend des moustaches jusqu’au bas des oreilles, et des bandes claires sont visibles au-dessus des yeux. Il possède deux dents de moins que les autres espèces de tamias, ainsi que quatre doigts à chaque pattes avant, et cinq à chaque patte arrière. Le pelage du tamia reste uniforme tout au long de la vie. Il n’existe pas de différence visible entre les sexes, hormis les caractéristiques anatomiques des organes génitaux lors des périodes de fertilité. La mue a lieu une à deux fois par an, en mai ou juin, et parfois à nouveau en octobre. Des spécimens albinos ou mélaniques ont été observés, sans répartition géographique particulière.

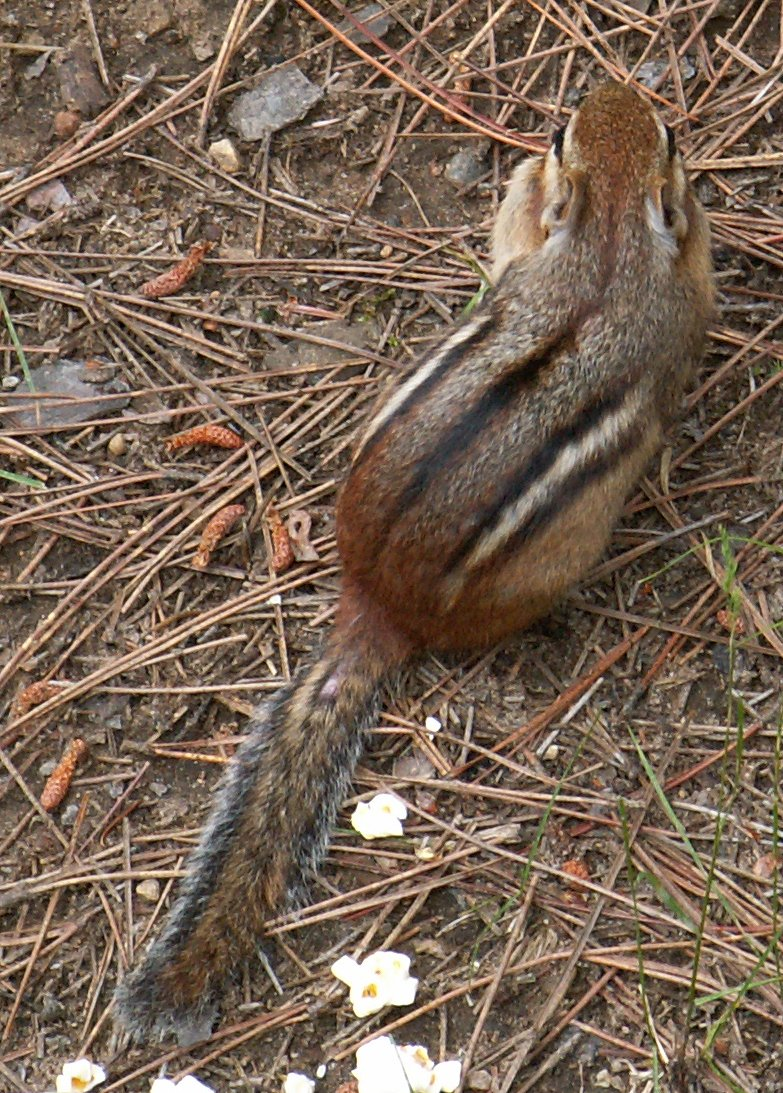
Vue dorsale
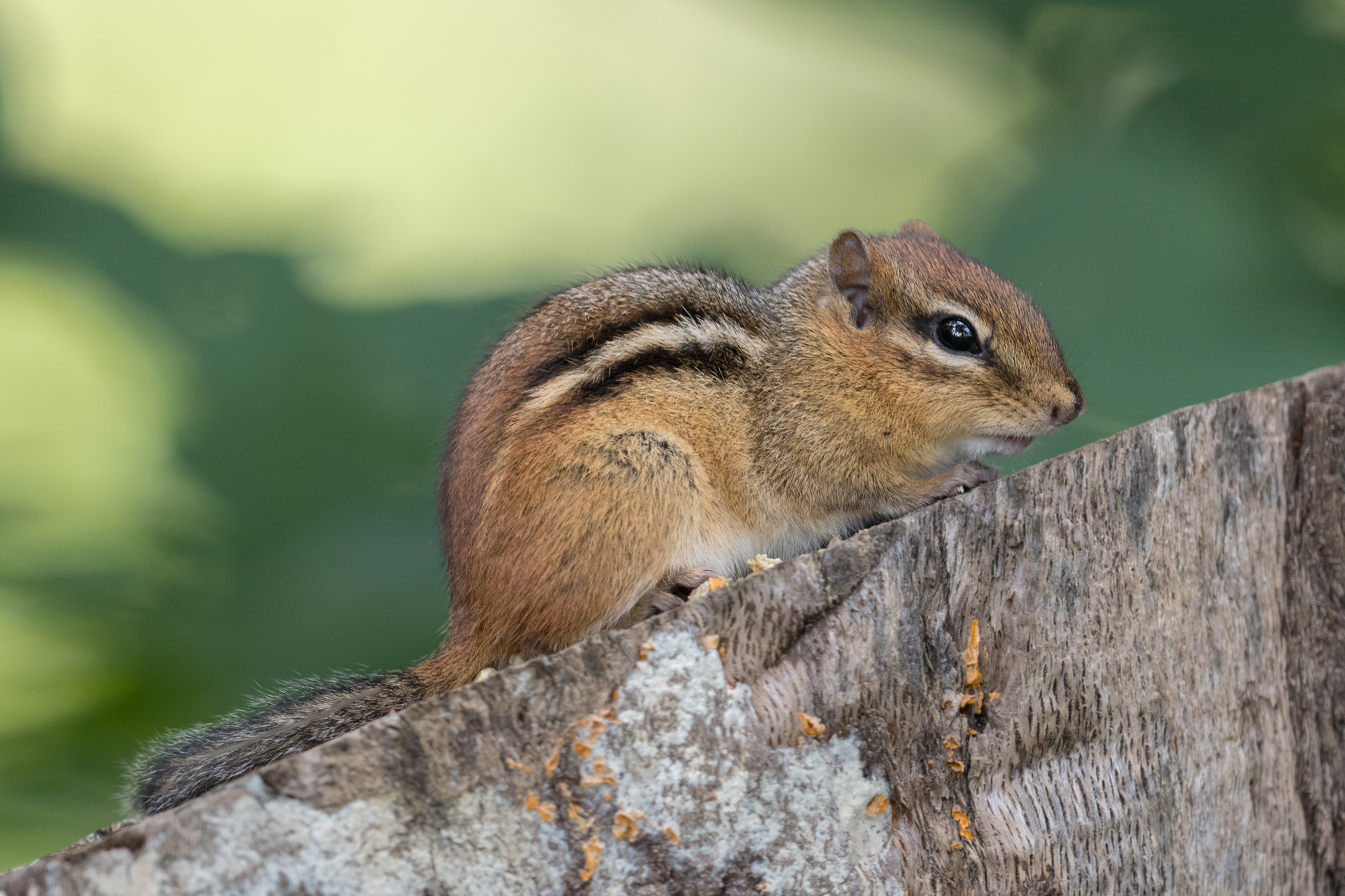
Vue latérale
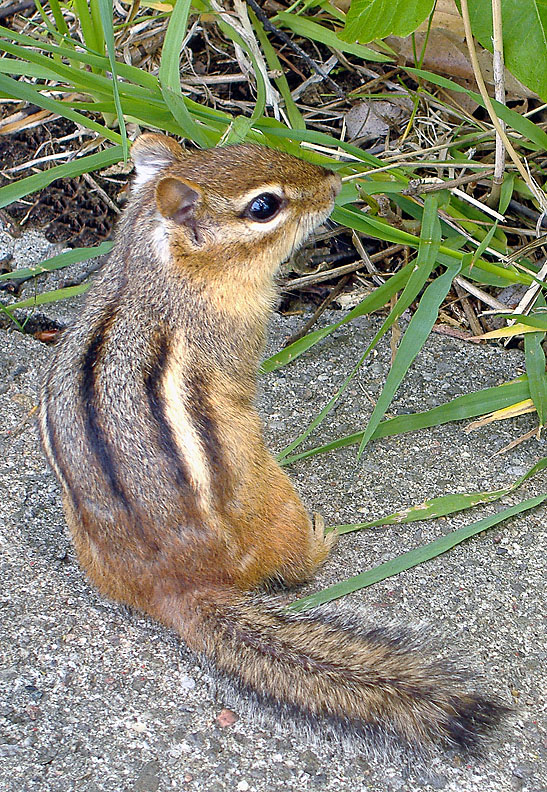
Vue de 3/4
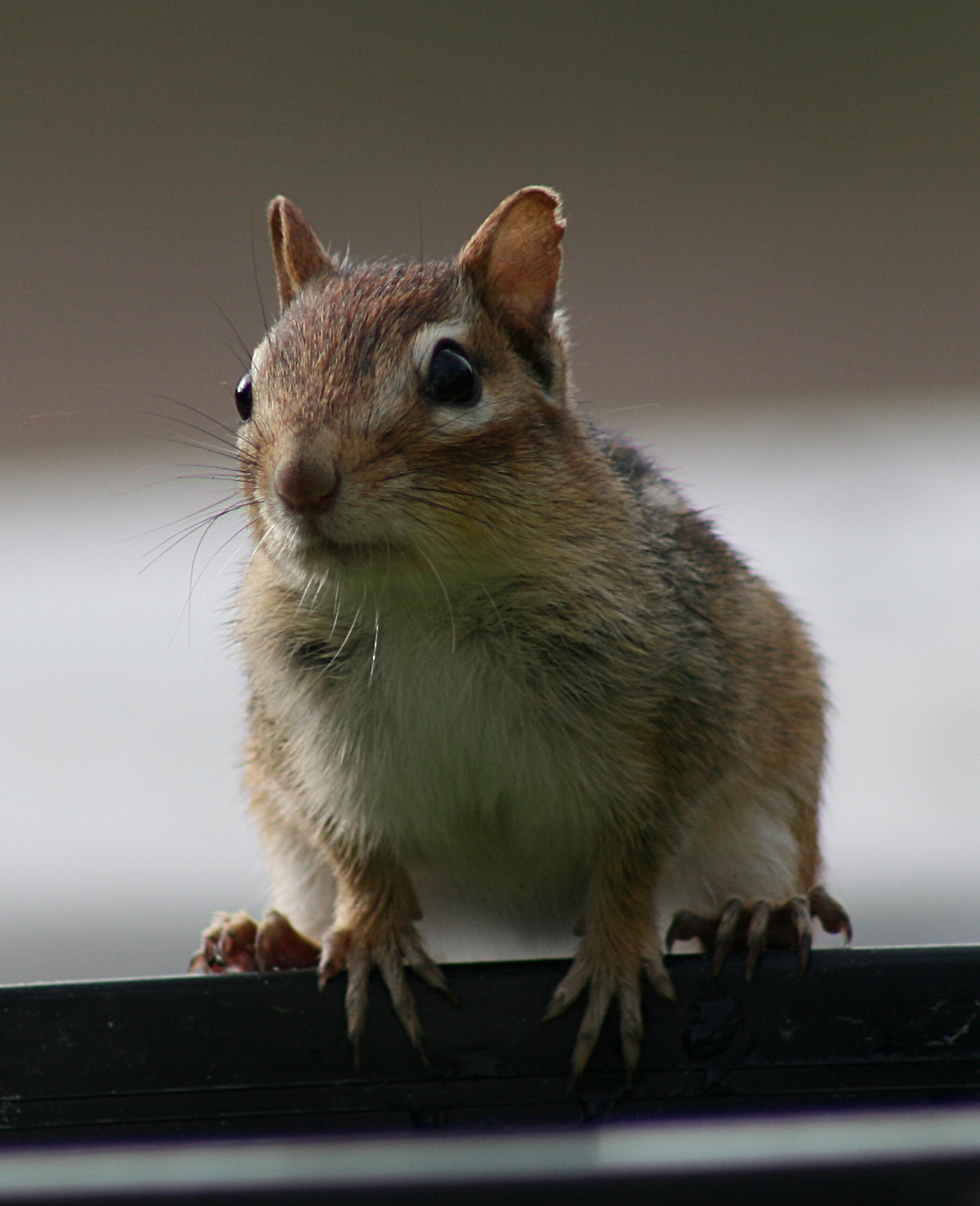
Vue de face
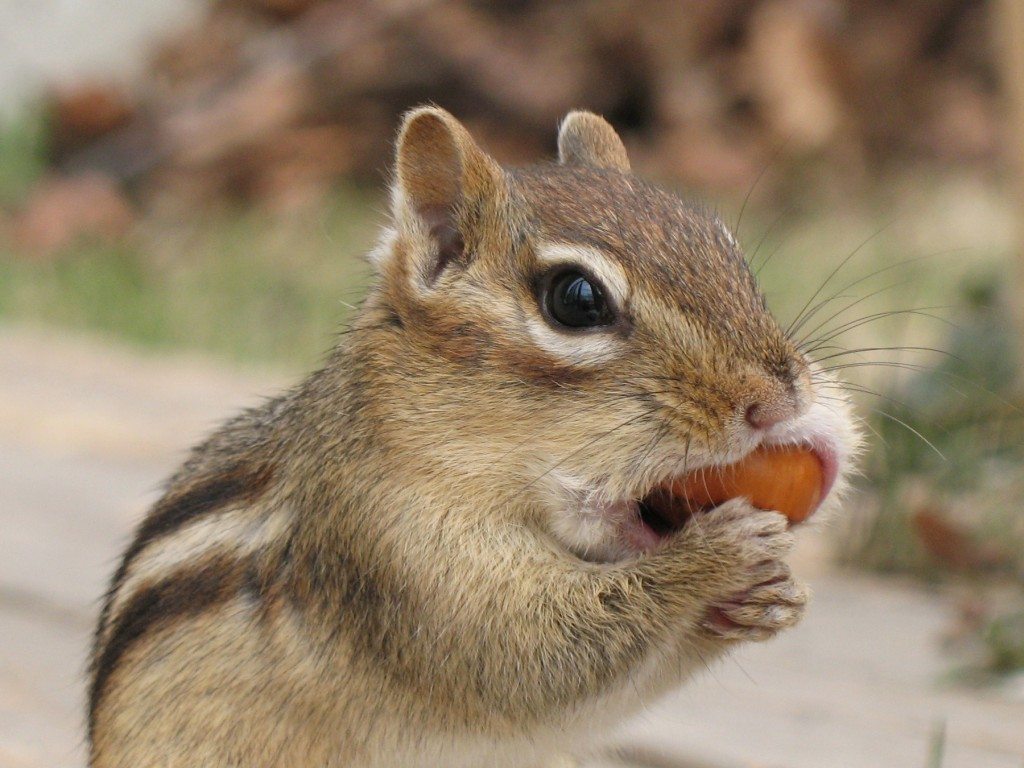
Détail des abajoues
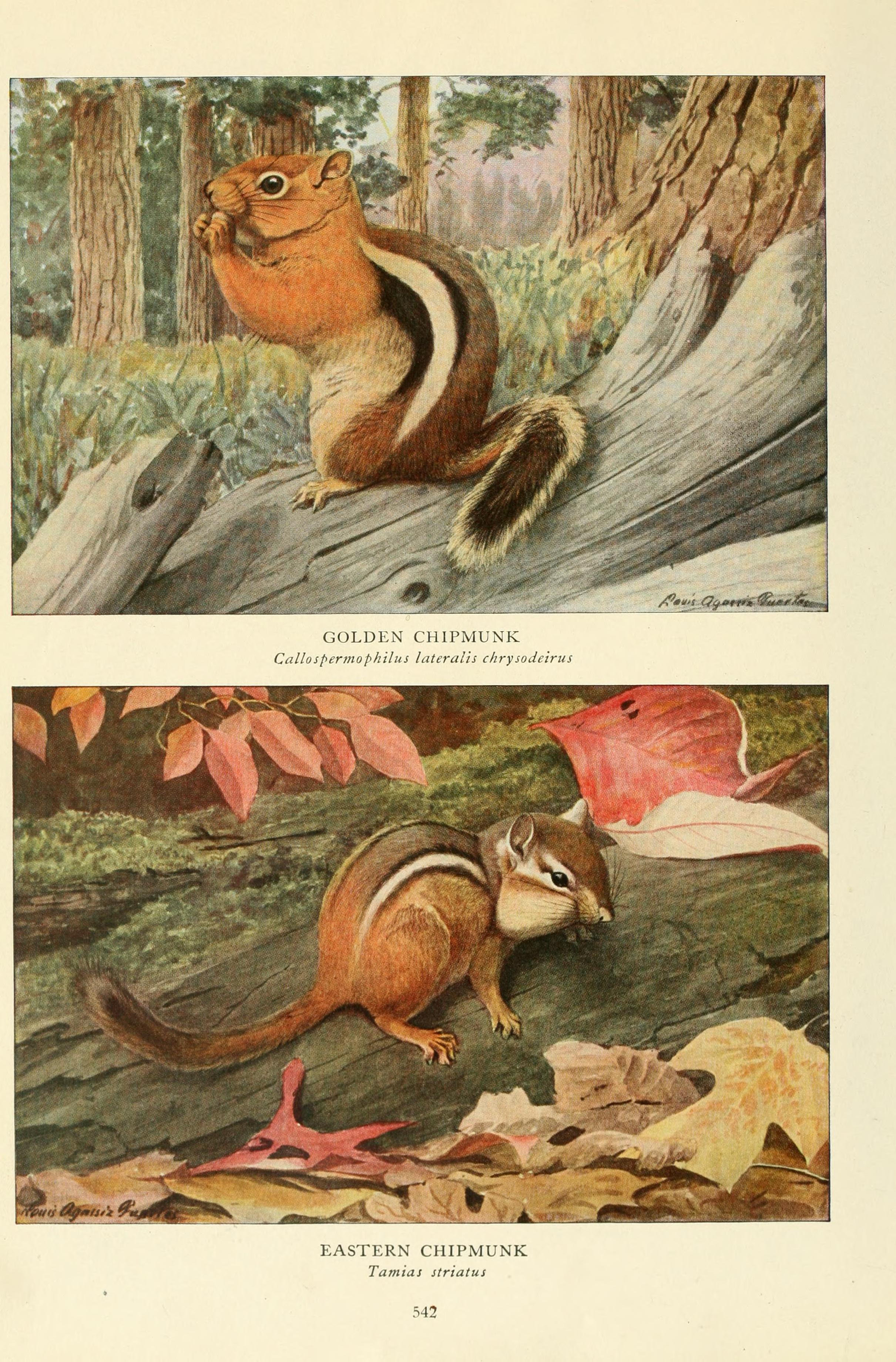
Comparaison entre l'Écureuil terrestre doré (en haut) et le tamia rayé (en bas)

### Liste des sous-espèces
Selon Catalogue of Life (13 octobre 2015)
 et Mammal Species of the World (version 3, 2005)  (13 octobre 2015):
- sous-espèce Tamias striatus doorsiensis Long, 1971
- sous-espèce Tamias striatus fisheri A. H. Howell, 1925
- sous-espèce Tamias striatus griseus Mearns, 1891
- sous-espèce Tamias striatus lysteri (Richardson, 1829)
- sous-espèce Tamias striatus ohioensis Bole & Moulthrop, 1942
- sous-espèce Tamias striatus peninsulae Hooper, 1942
- sous-espèce Tamias striatus pipilans Lowery, 1943
- sous-espèce Tamias striatus quebecensis Cameron, 1950
- sous-espèce Tamias striatus rufescens Bole & Moulthrop, 1942
- sous-espèce Tamias striatus striatus (Linnaeus, 1758)
- sous-espèce Tamias striatus venustus Bangs, 1896

## Écologie

### Habitat
Le tamia rayé grimpe aisément aux arbres, mais préfère construire des terriers dotés de vastes réseaux de galeries, souvent pourvus de plusieurs entrées. Afin de dissimuler l’entrée de son terrier, certains chercheurs avancent que le tamia transporte la terre excavée à un autre endroit dans ses abajoues. Cependant, les observations documentées de tamias transportant de la terre dans leurs abajoues sont extrêmement rares. John Burroughs écrivait à ce sujet : « J’ai longtemps pensé que le tamia emportait la terre dans ses abajoues, et je l’ai affirmé dans un de mes livres (Riverby, 1894), mais je suis désormais certain qu’il ne le fait pas — seules ses réserves alimentaires sont ainsi transportées ». Les tamias garnissent aussi leurs terriers de feuilles, pierres, brindilles et autres matériaux, les rendant encore plus difficiles à repérer. 

### Alimentation
Le tamia rayé est diurne, et passe la majeure partie de sa journée à chercher sa nourriture. Il a un régime alimentaire omnivore extrêmement varié mais principalement granivore. Il peut également se nourrir de feuilles, de baies de tubercules de bulbes et de champignons. Il consomme également des substances animales comme des insectes, des grenouilles, des petits reptiles, des œufs et des oisillons. 

### Communication
Le répertoire vocal du tamia comprend cinq sons plus ou moins stéréotypés : le « chip », le « chuck », les « trilles », le « sifflement » ou « cri aigu », et le « babillage ». Le rythme des trilles a été mesuré à environ 130 fois par minute.

### Cycle de vie
Le tamia rayé défend activement son terrier et mène une vie solitaire, sauf durant la saison des amours. Cette tendance solitaire a d’ailleurs été soulignée par l’auteur et scientifique Lawrence Wishner comme étant « l’un des traits comportementaux les plus caractéristiques du tamia ». Les individus de cette espèce n’interagissent entre eux que durant la parade et l’accouplement, ainsi que pendant la période où les petits restent avec leur mère après la naissance, généralement entre six et huit semaines. Les femelles donnent habituellement naissance à une ou deux portées par an, de trois à cinq petits. Les deux périodes de reproduction ont lieu entre février et avril, puis entre juin et août. En hiver, le tamia peut entrer dans de longues périodes d’hibernation.
Les prédateurs du tamia rayé sont nombreux : avec en premier lieux diverses espèces de rapaces diurnes et nocturnes, des reptiles comme des serpents, ainsi que de très nombreuses espèces de mésocarnivores, comme le raton laveur, des mustélidés, des canidés comme les renards et le coyote et des félins comme le lynx roux. Il est souvent ciblé par les chiens et chats domestiques. Dans la nature, l’espérance de vie moyenne est d’environ trois ans ou plus, tandis qu’en captivité, un tamia peut vivre jusqu’à huit ans. Le tamia rayé est connu pour être l’un des nombreux hôtes des larves parasites de mouches du genre Cuterebra.

### Rôle éco-épidémiologique
Il est, en Amérique du Nord, un des principaux porteurs de tiques véhiculant la maladie de Lyme et d'autres maladies à tiques. Une étude a en effet montré qu'il existe un lien entre la présence de chêne et la maladie. Les bonnes glandées favorisent la croissance des populations de tamia ce qui profiterait par conséquent aux larves de tiques. Toutefois, la souris à pattes blanches jouerait un rôle plus important encore dans la croissance, la diffusion et le maintien de cette zoonose touchant un nombre croissant d'humains.

Carte de répartition

## Le tamia rayé dans la culture populaire
Au Québec, le tamia rayé est appelé « suisse » par allusion aux rayures des soldats du Vatican du XVIe siècle :
Les « Écureuils suisses, sont de petits animaux  comme de petits Rats. On les appelle Suisses, parce qu'ils ont sur le corps un poil rayé de noir & blanc, qui ressemble à un pourpoint de Suisse et que ces mêmes rayes faisant un rond sur chaque cuisse ont beaucoup de rapport à la calotte d'un Suisse » (1703, Nouveaux voyages de M. le baron de Lahontan, t. 2, p. 43).
L'importance accordée au tamia rayé tient à l'agrément qu'il apporte aux campeurs, aux randonneurs et à tous les amis de la nature. Les aires protégées et les lieux de villégiatures seraient considérés moins agréables si aucun tamia ne surgissait dans les sentiers ni ne quémandait de la nourriture dans les terrains de camping ou les aires de pique-nique.